# Крістіан Тіхсен
Крістіан Тіхсен (нім. Christian Tychsen; 3 грудня 1910, Фленсбург — 28 липня 1944, Гавре) — німецький офіцер Ваффен-СС, оберштурмбаннфюрер СС, кавалер Лицарського хреста Залізного хреста з Дубовим листям.

## Ранні роки
Крістіан Тіхсен народився 3 грудня 1910 року в місті Фленсбург. На початку 30-х рр. вступив в НСДАП (квиток № 957 587) і в грудні 1931 року в СС (квиток № 28 821), був зарахований в 50-й штандарт СС.
У жовтні 1934 року Крістіана перевели в Штандарт СС «Германія», що був в складі Частин посилення СС, попередника Ваффен-СС. У цьому підрозділі Тіхсен служив в 1-му, потім в 3-му штурмі. Після цього Крістіана перевели до штурмбанну «N», де йому дали в підпорядкування взвод, яким він командував з жовтня 1936 по грудень 1938 року, після чого Крістіан став командиром 1-го штурму штурмбанну «N».

## Друга світова війна
На самому початку війни штурмбанн «N» був розформований, а його частини влилися в новий 1-й мотоциклетний запасний штурм СС, командиром якого став Тіхсен. У квітні 1940 року підрозділ Крістіана став 3-м штурмом розвідувального штурмбанну СС, але Тіхсен залишився його командиром.
У лютому 1941 року сталося нове переформування — на цей раз роту Тіхсена перевели в мотоциклетний батальйон СС «Райх», сама вона змінила назву на 3-тю роту, але Крістіан залишився її командиром.
У січні 1942 року Крістіана Тіхсена призначають командиром мотоциклетного батальйону СС «Дас Райх». 12 лютого 1942 року в Росії Крістіан був тяжко поранений (за всю війну його поранило 9 разів). До свого повного відновлення він працював на посаді інструктора в школі офіцерів СС в Брауншвейзі.
Повернення Тіхсена на фронт відбулося в травні цього ж року. Крістіан отримав призначення — командир 2-го батальйону полку СС «Лангемарк». На цій посаді він залишався аж до жовтня цього ж року, коли підрозділ переформували в 2-й батальйон Танкового полку СС Панцергренадерської дивізії СС «Дас Райх». За відзнаки в боях під Харковом 31 березня 1943 року був нагороджений Лицарським хрестом Залізного хреста.

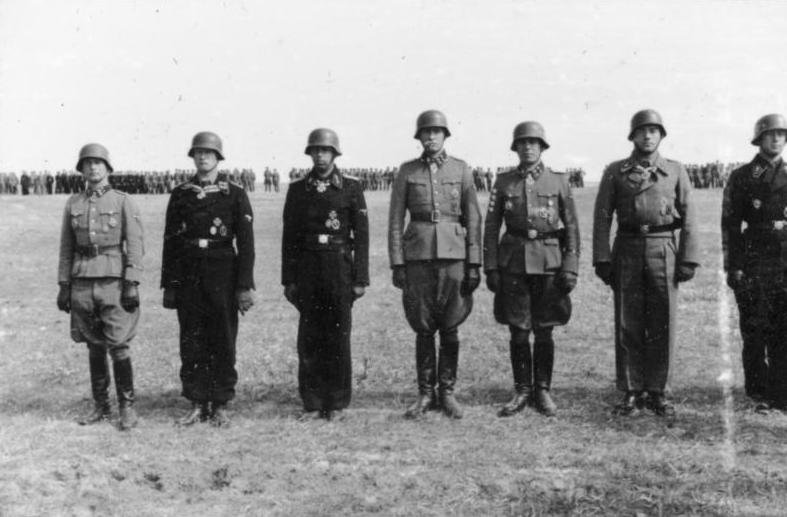
Тіхсен (другий зліва) на нагородженні Лицарським хрестом Залізного хреста, СРСР, квітень 1943.

30 листопада 1943 року Тіхсен стає командиром 2-го танкового полку СС «Дас Райх». 10 грудня 1943 року Крістіан отримав Дубове листя до Лицарського хреста.
24 липня 1944 року призначений виконувати обов'язки командира 2-ї танкової дивізії СС «Дас Райх» замість пораненого Гайнца Ламмердінга.

## Смерть
Оберштурмбаннфюрер СС Тіхсен отримав важкі поранення під час висадки союзних військ в Нормандії влітку 1944 року. Автомобіль Тіхсена, в якому крім нього знаходилися шофер і ад'ютант офіцера СС, на дорозі Сен-Дені — Гавре був обстріляний американським танком. Деякий час по тому Тіхсен помер від отриманих ран в американському шпиталі. Танкісти, які підбили машину Крістіана, взяли кітель офіцера СС з усіма нагородами як сувенір, тому Тіхсена поховали як невідомого німецького солдата. Пізніше його останки були ідентифіковані.

## Звання

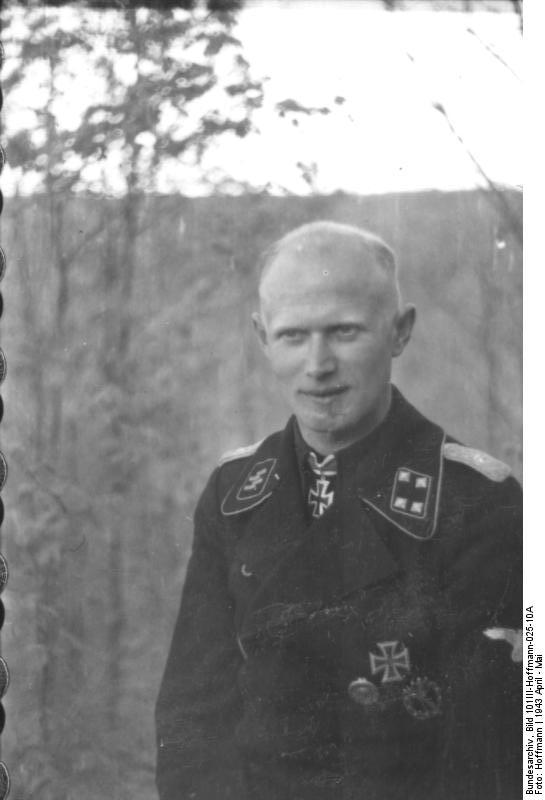
Штурмбаннфюрер СС Тіхсен у 1943 році.

- Унтерштурмфюрер СС (30 січня 1937)
- Оберштурмфюрер СС (1 червня 1938)
- Гауптштурмфюрер СС (9 листопада 1939)
- Штурмбаннфюрер СС (1 вересня 1942)
- Оберштурмбаннфюрер СС (30 січня 1944)

## Нагороди
- Залізний хрест 2-го класу (30 травня 1940)
- Штурмовий піхотний знак в бронзі (3 липня 1941)[1]
- Залізний хрест 1-го класу (18 липня 1941)
- Знак «За поранення»[1]
  - Чорний (30 липня 1941)
  - Срібний (20 листопада 1941)
  - Золото (12 лютого 1942)
- Німецький хрест в золоті (13 травня 1942) як гауптштурмфюрер СС і командир мотоциклетного батальйону СС «Дас Райх»
- Медаль «За зимову кампанію на Сході 1941/42» (20 серпня 1942)[1]
- Лицарський хрест Залізного хреста з Дубовим листям
  - Лицарський хрест (31 березня 1943) як штурмбаннфюрер СС і командир II батальйону 2-го танкового полку СС «Дас Райх»
  - Дубове листя (№ 353) (10 грудня 1943) як штурмбаннфюрер СС і командир II батальйону 2-го танкового полку СС «Дас Райх»
- Нагрудний знак ближнього бою